# Mackenrode (Eichsfeld)
Mackenrode é um município da Alemanha localizado no distrito de Eichsfeld, estado da Turíngia.  Pertence ao Verwaltungsgemeinschaft de Uder.

## Demografia
Evolução da população (em 31 de dezembro):
| - 1994 - 542 - 1995 - 553 - 1996 - 564 - 1997 - 537 | - 1998 - 491 - 1999 - 521 - 2000 - 530 - 2001 - 517 | - 2002 - 505 - 2003 - 472 - 2004 - 511 |

Fonte: Datenquelle - Thüringer Landesamt für Statistik